# 拉昂错
拉昂错（藏語：ལག་ངར་མཚོ，威利转写：lag ngar mtsho）又称拉噶池、兰戛错、拉阿错，藏语意为“有毒的黑湖”，位于中华人民共和国西藏自治区西南部普兰县境内，东与玛旁雍错毗邻。是一座咸水湖，因湖岸边几乎没有植被，湖水人畜皆不能饮用，故俗称“鬼湖”。面积268.5平方公里，湖面海拔高度为4572米。历史上拉昂错与玛旁雍错为一个湖泊，后来由于气候变化，湖泊退缩，水面下降，才由一条狭长的小山丘把它们分开。两湖之间的狭长地带是进出普兰县的交通要道。